# The Collection (Cast)
The Collection è un album di raccolta del gruppo rock britannico Cast, pubblicato nel 2004.

## Tracce
1. Flying – 3:56
2. Promised Land – 4:39
3. Live the Dream – 3:55
4. She Falls – 3:33
5. Meditations – 3:49
6. Compared to You – 3:40
7. Finetime – 3:07
8. Follow Me Down – 3:40
9. Giving It All Away – 4:19
10. Free Me (acoustic) – 4:33
11. Magic Hour – 3:12
12. Dancing on the Flames – 3:32
13. Four Walls – 3:12
14. I'm So Lonely – 4:22
15. Mirror Me – 4:05
16. Back of My Mind – 3:05
17. Never Gonna Tell You What to Do (Revolution) (live) – 5:07
18. Canter – 6:08